# Allenbatrachus grunniens
Espèce
Synonymes
- Batrachoides gangene Hamilton, 1822[1]
- Batrachoides grunniens (Linnaeus, 1758)[1]
- Batrachus grunniens (Linnaeus, 1758)[1]
- Batrichthys grunniens (Linnaeus, 1758)[1]
- Cottus grunniens Linnaeus, 1758[1]
- Cottus indus Linnaeus, 1764[1]
- Halophryne gangene (Hamilton, 1822)[1]

Allenbatrachus grunniens est une espèce de poissons de la famille des Batrachoididae. Elle vit en eau saumâtre et dans l'eau de mer. Ce poisson mesure environ 25 cm de long à l'âge adulte mais certains spécimens atteignent 35 cm. Aussi appelé Poisson crapaud grogneur, Allenbatrachus grunniens peut vivre en aquarium mais il est très rare. Pour la reproduction ou en cas de menace, ce poisson peut produire un son avec sa vessie natatoire : il la remplit d'air puis la vide en émettant un son semblable à un ballon de baudruche se dégonflant. Il se reproduit rarement en aquarium mais certains éleveurs ont réussi à le faire se reproduire. Les parents s'occupent des jeunes poissons jusqu'à 4 mois, âge auquel les juvéniles deviennent indépendants et autonomes.
L'espèce est présente dans les eaux chaudes, en Asie de l'Est et du Sud.

## Systématique
L'espèce Allenbatrachus grunniens a été décrite pour la première fois en 1758 par le naturaliste suédois Carl von Linné (1707-1778) sous le protonyme Cottus grunniens.